# Sasha Clements
Sasha Clements (Toronto, 14 maart 1990) is een Canadese actrice. Clements is het meest bekend van haar werk in de televisieseries Majority Rules! uit 2009 en From Straight A's to XXX sinds 2017.

## Persoonlijk
In juli 2016 trad ze in het huwelijk met acteur en komiek Corbin Bleu.

## Filmografie
| Jaar      | Titel                     | Rol                  | Opmerkingen               |
| --------- | ------------------------- | -------------------- | ------------------------- |
| 2005      | The Snow Queen            | Overvalster          | Televisiefilm             |
| 2009–2010 | Majority Rules!           | Kiki Kincaid         | Hoofdrol, 26 afleveringen |
| 2010      | What's Up Warthogs!       | Hoofd cheerleader    | 1 aflevering              |
| 2011      | Rookie Blue               | Flauwgevallen meisje | 1 aflevering              |
| 2011      | Really Me                 | Ramona               | 1 aflevering              |
| 2012      | Lost Girl                 | Sarah                | 1 aflevering              |
| 2012      | Life with Boys            | Emma                 | 2 afleveringen            |
| 2013      | Mudpit                    | Nikki                | 1 aflevering              |
| 2014      | How to Build a Better Boy | Marnie               | Televisiefilm             |
| 2015      | Open Heart                | Rayna Sherazi        | 3 afleveringen            |
| 2015      | Degrassi Don't Look Back  | Cat                  | Televisiefilm             |
| 2016      | Say Yes to the Dress      | Haarzelf             | 1 aflevering              |
| 2017      | From Straight A's to XXX  | Jolie                | Televisiefilm             |
| 2019      | Witches in the Woods      | Alison               |                           |
| 2021      | Love, for Real            | Candace              | Televisiefilm             |
| 2021      | A Christmas Dance Reunion | Marlee               | Televisiefilm             |
| 2022      | Camp Hideout              | Receptioniste        | Televisiefilm             |
| 2022      | NCIS: Los Angeles         | Katya Miranova       | 1 aflevering              |